# Giovanni Costello

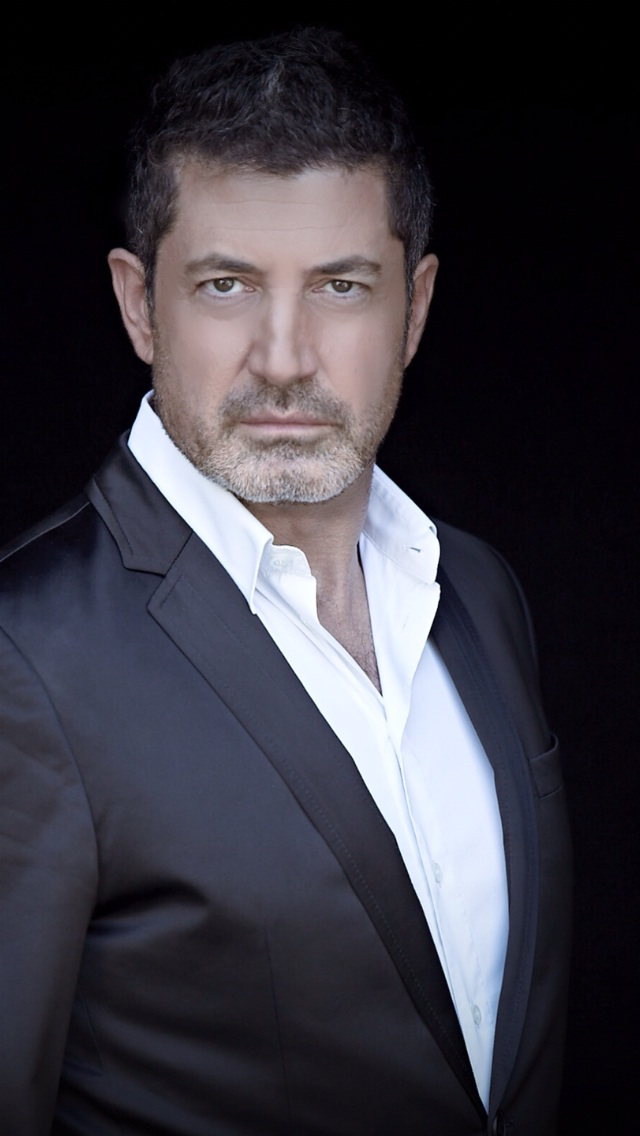
Giovanni Costello

Giovanni Costello (* 2. Mai 1966 in Umbertide, Italien als Giovanni Pazzaglia) ist ein italienischer Sänger, Pianist und Komponist, der durch die Fernsehsendung The Voice of Germany bekannt wurde.

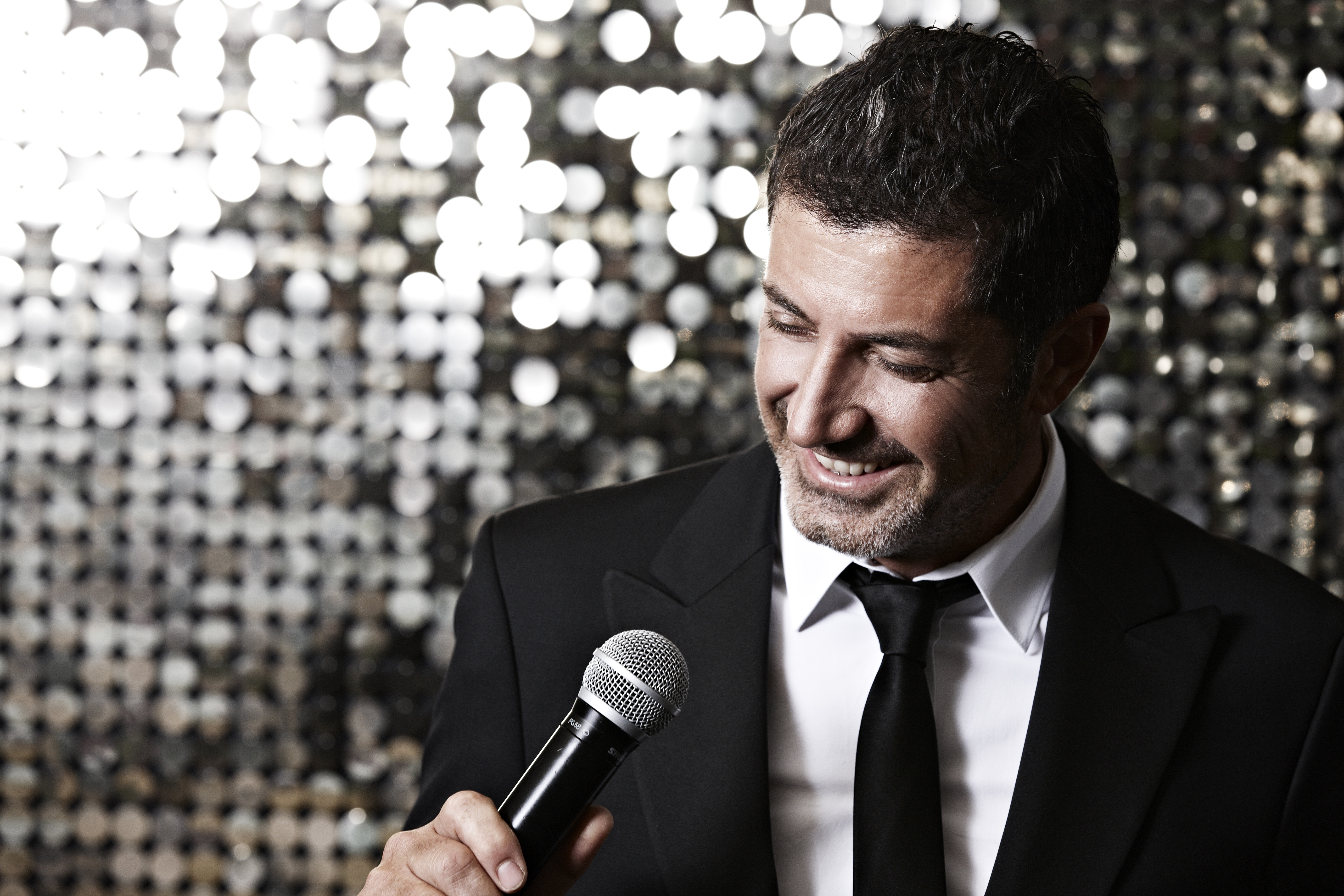
Giovanni Costello

## Biographie
Giovanni Costello wurde in Perugia (Umbrien/Italien) geboren. Er studierte Musik am Konservatorium von Perugia, schloss mit Diplom ab und widmete sich anschließend in Mailand der Kompositionslehre. Giovanni Costello gab u. a. Konzerte gemeinsam mit dem Symphonischen Orchester des Konservatoriums in Perugia und der Accademia Chigiana in Siena. Er trat bei zahlreichen Festivals auf, darunter das Musikfestival der Musik-Nationen für Kammermusik in Italien und das Festival des Wiener Musikvereins. Auch spielte er beispielsweise auf dem Sanremo-Festival mit Mino Reitano und Paolo Mengoli, dem Giro Festival und bei Umbria Jazz.
In der ersten Staffel der erfolgreichen Castingshow The Voice of Germany schaffte es Giovanni Costello in das Team von Xavier Naidoo. Gemeinsam mit Rüdiger Skokzowsky interpretierte er den Song „What a Wonderful World“.
Unter der Leitung von Xavier Naidoo entstand das Band-Projekt Sing um dein Leben (kurz: SUDL), bei dem sich 14 der 17 Sänger/-innen des Teams "Xavier" zusammenschlossen, um das gleichnamige Album aufzunehmen. Giovanni Costello und Rüdiger Skokzowsky sangen das deutsch-italienische Duett „Du bist da für mich“.
Es folgte ein weiteres Album der Band mit dem Namen "Es geht weiter", auf welchem der Sänger mit dem Song „Sexy, Fast and Furious“ vertreten war. Als festes Mitglied der Band SUDL trat Costello im Sommer 2013 bei verschiedenen Konzerten der Xavier Naidoo Tour Bei meiner Seele im Vorprogramm auf.
Seit Herbst 2013 gibt Giovanni Costello regelmäßig Konzerte mit der SWR Big Band. So spielten sie u. a. 2013 beim Landesjazzfestival Baden-Württemberg in Ehingen, 2014 auf der Neujahrs-Tour zusammen mit Götz Alsmann, 2014 bei den Opernfestspielen in Heidenheim, im gleichen Jahr bei einer SWR-TV-Live-Übertragung aus Neuwied, 2015 beim Neujahrskonzert in Mainz – ebenfalls mit Live-Übertragung; 2016 gaben sie das Neujahrskonzert in Baden-Baden und waren im darauffolgenden Jahr mitverantwortlich für die musikalische Untermalung des Presseballs in Berlin.

## Diskografie
- "Io senza te" Album (2005)
- "True Italian Story" Album EP (2011)[1]
- "Il Gioco" Album (2014)[2]
- "Splendido" Album (2017)[3]

Mit der Musikprojekt Sing um dein Leben:
- Sing um dein Leben (Album) (2012)
- Du bist da für mich (Single) (2012)
- Es geht weiter ... (Album) (2013)